# 関谷連三
関谷 連三（關谷 連三、せきや れんぞう、1878年（明治11年）7月15日 - 1931年（昭和6年）8月18日）は、大日本帝国陸軍軍人。最終階級は陸軍中将。

## 経歴
山口県出身。1898年（明治31年）陸軍士官学校第10期卒業。のち1908年（明治41年）陸軍大学校第20期卒業。
1919年（大正8年）4月に陸軍歩兵大佐・歩兵第67連隊長、1920年（大正9年）8月に陸軍省軍務局歩兵課長を経て、1923年（大正12年）8月に陸軍少将・歩兵第38旅団長に任官。さらに1926年（大正15年）3月に第4師団司令部附を経て、1928年（昭和3年）8月に陸軍中将に昇進と同時に待命、同年8月末に予備役に編入した。
退役後は、大阪軍人会館の建設委員長を務めた。

## 栄典
- 1902年（明治35年）2月20日 - 従七位[4]